# Ally McCoist
Alistair « Ally » Murdoch McCoist, né le 24 septembre 1962 à Bellshill, est un footballeur international écossais qui évolue au poste d'attaquant entre 1979 et 2001. Il fait partie du Rangers FC Hall of Fame et du Scottish Football Hall of Fame, depuis 2007, lors de la quatrième session d'intronisation. Il fait partie du Tableau d'honneur de l'équipe d'Écosse de football, où figurent les internationaux ayant reçu plus de 50 sélections pour l'Écosse, étant inclus en mars 1996.

## Biographie
Ally McCoist commence sa carrière professionnelle à Saint Johnstone FC. Après deux ans à Perth, de nombreux clubs souhaitent l'enrôler. Finalement, Sunderland AFC obtient la signature de l'espoir montant du football écossais, mais ses performances sont moyennes (8 buts en 56 matchs) pendant deux saisons et il est transféré au Rangers FC en 1983.
McCoist reste aux Rangers FC quinze ans et permet au club de remporter dix championnats, une coupe d'Écosse et neuf coupes de la Ligue. 
Avec les Rangers, il est le meilleur buteur du championnat en 1986 (24 buts), 1992 (34 buts), 1993 (34 buts) et de la Ligue des champions en 1988. Sous ce maillot, il inscrit 251 buts au total en championnat sous le maillot des Rangers et 355 butss toutes compétitions confondues). 
Le Soulier d'or n'est pas attribué suite à un différend en 1991 entre la fédération chypriote de football et le quotidien sportif L'Équipe mais il reçoit en 1992 et 1993, un Soulier d'or attribué par la marque Adidas.
Il est membre de la sélection écossaise avec laquelle il inscrit 19 buts en 61 sélections, ce qui fait de lui le cinquième meilleur buteur de la sélection. 
Il termine sa carrière à Kilmarnock FC entre 1998 et 2001 et prendra sa retraite. En 2004, il rejoint l'encadrement de l'équipe nationale puis celle des Rangers FC, en tant qu'entraîneur-adjoint. Toutefois, avec le départ prévu de l'entraîneur Walter Smith, la direction du club annonce, le 22 février 2011, qu'Ally McCoist deviendra entraîneur de l'équipe première, ce qui sera effectif à partir du 16 mai 2011. 
Il est également consultant à la télévision.

## Statistiques détaillées
| Année     | Équipe             | Championnat               | Matchs | Buts | Coupe d'Europe | Matchs | Buts |
| --------- | ------------------ | ------------------------- | ------ | ---- | -------------- | ------ | ---- |
| 1978-1979 | Saint Johnstone FC | First Division            | 4      | 0    | -              | -      | -    |
| 1979-1980 | Saint Johnstone FC | First Division            | 15     | 0    | -              | -      | -    |
| 1980-1981 | Saint Johnstone FC | First Division            | 38     | 22   | -              | -      | -    |
| 1981-1982 | Sunderland         | First Division            | 28     | 2    | -              | -      | -    |
| 1982-1983 | Sunderland         | First Division            | 28     | 6    | -              | -      | -    |
| 1983-1984 | Glasgow Rangers    | Scottish Premier Division | 30     | 8    | C2             | 3      | 0    |
| 1984-1985 | Glasgow Rangers    | Scottish Premier Division | 25     | 12   | C3             | 4      | 1    |
| 1985-1986 | Glasgow Rangers    | Scottish Premier Division | 33     | 25   | C3             | 2      | 0    |
| 1986-1987 | Glasgow Rangers    | Scottish Premier Division | 44     | 34   | C3             | 6      | 2    |
| 1987-1988 | Glasgow Rangers    | Scottish Premier Division | 40     | 31   | C1             | 6      | 4    |
| 1988-1989 | Glasgow Rangers    | Scottish Premier Division | 19     | 9    | C3             | 2      | 0    |
| 1989-1990 | Glasgow Rangers    | Scottish Premier Division | 34     | 14   | -              | -      | -    |
| 1990-1991 | Glasgow Rangers    | Scottish Premier Division | 26     | 11   | C1             | 4      | 3    |
| 1991-1992 | Glasgow Rangers    | Scottish Premier Division | 38     | 34   | C1             | 2      | 0    |
| 1992-1993 | Glasgow Rangers    | Scottish Premier Division | 34     | 34   | C1             | 9      | 2    |
| 1993-1994 | Glasgow Rangers    | Scottish Premier Division | 21     | 7    | -              | -      | -    |
| 1994-1995 | Glasgow Rangers    | Scottish Premier Division | 9      | 1    | -              | -      | -    |
| 1995-1996 | Glasgow Rangers    | Scottish Premier Division | 25     | 16   | C1             | 6      | 0    |
| 1996-1997 | Glasgow Rangers    | Scottish Premier Division | 25     | 10   | C1             | 6      | 6    |
| 1997-1998 | Glasgow Rangers    | Scottish Premier Division | 15     | 5    | C1             | 4      | 3    |
| 1998-1999 | Kilmarnock FC      | Scottish Premier League   | 26     | 7    | -              | -      | -    |
| 1999-2000 | Kilmarnock FC      | Scottish Premier League   | 9      | 1    | C3             | 2      | 0    |
| 2000-2001 | Kilmarnock FC      | Scottish Premier League   | 18     | 1    | -              | -      | -    |
|           |                    | TOTAL                     | 584    | 290  | /              | 56     | 21   |

### Statistiques complètes
- 777 matchs disputés et 405 buts marqués toutes compétitions confondues, hors équipe d'Écosse
  -  471 matches et 260 buts en Championnat d'Écosse
  -  56 matchs et 8 buts en Championnat d'Angleterre
  -  57 matchs et 22 buts en Championnat d'Écosse de deuxième division
  -  54 matchs et 30 buts en Coupe d'Écosse
  -  4 matchs en Coupe d'Angleterre
  -  74 matchs et 63 buts en Coupe de la ligue écossaise
  -  5 matchs et 1 but en Coupe de la ligue anglaise
  -  37 matchs et 18 buts en Coupe d'Europe des Clubs Champions/Ligue des Champions
  -  3 matchs en Coupe d'Europe des Vainqueurs de Coupe
  -  16 matchs et 3 buts en Coupe de l'UEFA

## Palmarès

### En club
- Champion d'Écosse en 1987, en 1989, en 1990, en 1991, en 1992, en 1993, en 1994, en 1995, en 1996 et en 1997 avec les Glasgow Rangers
- Vainqueur de la Coupe d'Écosse en 1992, en 1993 et en 1996 avec les Glasgow Rangers
- Vainqueur de la Coupe de la Ligue en 1984, en 1985, en 1987, en 1988, en 1989, en 1991, en 1993, en 1994 et en 1997 avec les Glasgow Rangers

### En équipe d'Écosse
- 61 sélections et 19 buts entre 1985 et 1998
- Participation à la Coupe du monde en 1990 (premier tour)
- Participation au Championnat d'Europe des nations en 1992 (premier tour) et en 1996 (premier tour)

### Distinctions individuelles
- Lauréat du Soulier d'or Adidas en 1992 (34 buts) et en 1993 (34 buts) avec les Glasgow Rangers
- Meilleur buteur de la Scottish Premier Division en 1986 (24 buts), 1992 (34 buts) et en 1993 (34 buts) avec les Glasgow Rangers
- Meilleur buteur de la Coupe d'Europe des clubs champions en 1988 (4 buts) avec les Glasgow Rangers
- Meilleur buteur de la First Division en 1981 (22 buts) avec Saint Johnstone
- Élu meilleur footballeur du championnat d'Écosse FWA en 1992
- Élu meilleur footballeur du championnat d'Écosse PWA en 1992
- Intronisé au Hall of Fame de l'équipe d'Écosse en 1996
- Classé 21e au Ballon d'or France Football en 1987

## Filmographie
- 2000 : Un but pour la gloire (A Shot at Glory) de Michael Corrente : Jackie McQuillan